# 史提夫·扎恩
史蒂文·詹姆斯·“史蒂夫”·扎恩（英語：Steven James "Steve" Zahn，1967年11月13日—）是美國的一位演員和喜劇演員，出生在明尼蘇達州馬紹爾。他曾經在基督教青年團工作。扎恩出演過眾多電影。